# 다음에 올 만화대상
다음에 올 만화대상(일본어: 次にくるマンガ大賞 쓰기니 구루 만가타이쇼[*]) 또는 차세대 만화대상은 niconico와 다빈치가 창설한 유저 참가형의 만화상이다.
2014년 10월 6일에 niconico와 다빈치의 공동 기획으로서, 이미 팔리고 있는 만화가 아니라 '다음에 유행할 만화'의 발굴·소개를 목표로 창설되었다. 모집 부문으로 ''이제부터 팔아주길 원하는 만화' 부문'과 ''책으로 해 주기를 원하는 Web 만화' 부문'이 존재하며, 부문마다 순위가 매겨진다. 제2회부터는 '코믹스 부문'과 'Web 만화 부문'이라는 명칭이 되었다.
niconico의 '다음에 올 만화대상' 공식 채널에서 자천타천 불문하고 엔트리 접수를 실시해, 노미네이트 작품을 다빈치 편집부가 전형한다. 그 후 niconico에서 노미네이트된 작품 중에서 유저 투표를 실시해, 각 상을 결정한다.
수상작이 정말로 「오는」인가에 대해서, 다빈치는 일판의 협력 아래, 제1회 Web 만화 부문 1 - 3위의 《오타쿠에게 사랑은 어려워》, 《사랑과 거짓말》을 예로 검증했다. 그 결과, 수상작의 코믹스화 후, 이들 작품이 실제로 「왔다」(히트했다) 하고 있다. 또 niconico에 의하면, 제3회 1위의 《우라미치 오빠》(Web 만화 부문)과 《카구야 님은 고백받고 싶어 ~천재들의 연애 두뇌전~》(코믹스 부문)도 수상 후 상상 이상으로 팔린 것 외에, 2018년 8월 시점에서 역대 1~3위 수상작의 18 작품 중 9 작품이 애니메이션화하고 있어, 실제로 히트에 연결되고 있다고 한다.

## 진입 조건
'이제부터 팔아주길 원하는 만화' 부문 / 코믹스 부문
- 상업 작품
- 시리즈 기간이 5권 이내(제1회는 3권 이내)

'책으로 해 주기를 원하는 Web 만화' 부문 / Web 만화 부문
- 웹을 메인으로 연재
- (제 2 회?) 개최년의 10월 1일 시점부터 과거 1년 이내에 갱신되고 있다
- (~제3회) 2017년 5월 26일 시점에서 Web을 메인 매체로서 연재하고 있다
- 오리지널 작품(2차 창작, R-18 작품은 대상외)
- 이미 서적화된 경우 시리즈 기간이 5권 이내로 제한

## 발표일
제1회
- 이제부터 팔아주길 원하는 만화'부문: 2015년 2월 6일
- 책으로 해 주기를 원하는 Web 만화 부문: 2014년 12월 19일

제2회
- 코믹스 부문: 2016년 2월 4일
- Web 만화 부문: 2015년 12월 18일

제3회
2017년 8월 23일
제4회
2018년 8월 23일
제5회
2019년 8월 22일
제6회
2020년 8월 19일
제7회
2021년 8월 24일
제8회
2022년 8월 31일
제9회
2023년 8월 31일

## 수상 일람

### 제1회
양부문 출품작: 867 타이틀. 투표수: 2만 7692표.
| 순위 | 앞으로 팔고 싶은 만화 부문                         | 책을 갖고 싶은 Web 만화 부문            |
| ---- | -------------------------------------------------- | --------------------------------------- |
| 1    | 나의 히어로 아카데미아                             | 오타쿠에게 사랑은 어려워                |
| 2    | 마법사의 신부                                      | 코노이케 츠요시와 고양이 폰타 냐아아앙! |
| 3    | 이소베 이소베에 이야기〜덧없는 세상은 괴로워〜     | 사랑과 거짓말                           |
| 4    | 니체 선생 ~편의점에 사토리 세대의 신입이 내려왔다~ | 아흔아홉 만게츠                         |
| 5    | 히노마루 스모                                      | 실격인간 하이지                         |
| 6    | ReLIFE                                             | 모노노케 장의 니트들                    |
| 7    | GREEN WORLDZ                                       | 무사시 군과 무라야마 양은 사귀어보았다  |
| 8    | 헬크                                               | ACARIA                                  |
| 9    | 징역 339년                                         | 카페쨩과 브레이크 타임                  |
| 10   | 카사네                                             | 식량인류                                |
| 11   | 쓰레기의 본망                                      |                                         |
| 12   | orange                                             |                                         |
| 13   | ib -인스턴트 불릿-                                 |                                         |
| 14   | 달콤달콤 & 짜릿짜릿                                |                                         |
| 15   | 사춘기 비터 체인지                                 |                                         |
| 16   | 건어물 여동생! 우마루짱                            |                                         |
| 17   | 타카하시씨가 듣고 있다                             |                                         |
| 18   | 이누야시키                                         |                                         |
| 19   | 보석의 나라                                        |                                         |
| 20   | 쿠마미코                                           |                                         |

### 제2회
양부문 출품작: 1681 타이틀. 투표수: 7만 3602표.
| 순위 | 코믹스 부문                                                  | Web 만화 부문                        |
| ---- | ------------------------------------------------------------ | ------------------------------------ |
| 1    | 등을 쭉! 펴고 ~시카 고교 스포츠 댄스부에 오신 걸 환영합니다~ | 토모 짱은 여자아이!                  |
| 2    | 데미는 이야기하고 싶어                                       | 동인녀 츠즈이씨                      |
| 3    | 카케구루이                                                   | 아침까지! 닌텐쨩!                    |
| 4    | 던전밥                                                       | 여자 초등학생 시작했습니다P!         |
| 5    | 골든 카무이                                                  | 술은 부부가 된 후에                  |
| 6    | 그랑블루                                                     | 소녀 아라카르트                      |
| 7    | 사이케 또다시                                                | 내 여친이 너무 성실한 처녀 빗치인 건 |
| 8    | 엔반메이즈                                                   | 야수 주인과 펫 여고생                |
| 9    | 블랙 클로버                                                  | IT'S MY LIFE                         |
| 10   | 사랑은 비가 갠 뒤처럼                                        | 쿠로                                 |
| 11   | 쓰레기의 본망                                                | 빈유 마이크로 비키니소               |
| 12   | 이 미술부에는 문제가 있다!                                   | 쿠소만화 보따리                      |
| 13   | 하쿠메이와 미코치                                            | 결혼해도 사랑해                      |
| 14   | 히토미 선생님의 보건실                                       | 베를린은 종                          |
| 15   | 타카네와 하나                                                | 서클 크래쉬!                         |
| 16   | 물방울 허니 보이                                             |                                      |
| 17   | 달에게 짖지 마라                                             |                                      |
| 18   | 장난을 잘 치는 타카기 양                                     |                                      |
| 19   | 아르테                                                       |                                      |
| 20   | 블루 써멀 –아오나기 대학 체육회 항공부–                      |                                      |

### 제3회
코믹스 부문 출품작: 1147 타이틀. Web 만화 부문 출품작: 993 제목. 투표 수: 15만 4060표.
| 순위 | 코믹스 부문                                      | Web 만화 부문                                             |
| ---- | ------------------------------------------------ | --------------------------------------------------------- |
| 1    | 카구야 님은 고백받고 싶어 ~천재들의 연애 두뇌전~ | 우라미치 오빠                                             |
| 2    | 약속의 네버랜드                                  | 망상 텔레파시                                             |
| 3    | 나의 소년                                        | 푸른 플래그                                               |
| 4    | 이윽고 네가 된다                                 | 사토코와 나다                                             |
| 5    | 전생했더니 슬라임이었던 건에 대하여              | 저 너머의 아스트라                                        |
| 6    | 누이 되는 자                                     | 이과가 사랑에 빠졌기에 증명해보았다                       |
| 7    | 다이쇼 소녀 전래동화                             | 불량 쇼타와 오타쿠 누님                                   |
| 8    | 코미 양은 커뮤증입니다                           | 책벌레의 하극상                                           |
| 9    | 새내기 자매와 두 사람의 식탁                     | 우울 군과 서큐버스 양                                     |
| 10   | 닥터 스톤                                        | 코미케 동화                                               |
| 11   | 최애가 부도칸에 가 준다면 난 죽어도 좋아         | 악마 메무메무짱                                           |
| 12   | 콘다 테루의 합법 레시피                          | 아수담                                                    |
| 13   | 해피 슈가 라이프                                 | 성욕이 너무 강한 여자친구에게 어려움을 겪고 있습니다      |
| 14   | 기숙학교의 줄리엣                                | 우리 파트너가 썩은지라.                                   |
| 15   | 오빠의 아내와 살고 있습니다                      | 키모오타, 아이돌 한대                                     |
| 16   | 마왕성에서 잘 자요                               | 이종족 리뷰어스                                           |
| 17   | 군청에 사이렌                                    | 우리 딸을 위해서라면, 나는 마왕을 쓰러뜨릴 수 있을지 몰라 |
| 18   | 카쿠시고토                                       | 거미입니다만, 문제라도?                                   |
| 19   | 즐겁게 놀아보세                                  | 단신네 집                                                 |
| 20   | 바깥 나라의 소녀                                 | 반갸루프                                                  |

### 제4회
양부문 출품작: 3711 제목. 투표수: 30만 8654표.
| 순위 | 코믹스 부문                           | Web 만화 부문                       |
| ---- | ------------------------------------- | ----------------------------------- |
| 1    | 내세에는 남남이 좋겠어                | 선배가 짜증나는 후배이야기          |
| 2    | 닥터 스톤                             | 아저씨와 고양이                     |
| 3    | 니시카타 경부는 도둑이 좋아           | 극주부도                            |
| 4    | Artiste                               | 부카페!                             |
| 5    | 액터쥬 act-age                        | 오빠는 끝!                          |
| 6    | 주술회전                              | 토리마니아                          |
| 7    | 여기는 지금부터 윤리시간입니다.       | 피와 재의 여왕                      |
| 8    | 5등분의 신부                          | 츠바사 군은 세련되고 싶은데         |
| 9    | 시네마 컴플렉스                       | 이상한 고양이 큐쨩                  |
| 10   | 열대어는 눈을 연모한다                | 우자키 양은 놀고싶어!               |
| 11   | 장래적으로 죽어줘                     | 지옥락                              |
| 12   | 런웨이에서 웃어줘                     | 프로미스 신데렐라                   |
| 13   | 괴물사변                              | 요즘 젊은 것들은                    |
| 14   | 아오노 군에게 닿고 싶으니까 죽고 싶어 | 선생님의 인형                       |
| 15   | 블루 피리어드                         | 검의 왕국                           |
| 16   | 센류소녀                              | 벌거벗은 백조                       |
| 17   | 나의 백합은 일입니다!                 | 도우미 여우 센코 씨                 |
| 18   | 하여튼 요즘 탐정은                    | 툇마루에서 모든 게 달라졌다         |
| 19   | 1518!                                 | 남자고교생이 마법소녀가 되는 이야기 |
| 20   | 이 사랑은, 이단                       | 무라사키                            |

### 제5회
양부문 출품작: 4222 타이틀. 투표수 : 27만 9250표. 「※」는 U-NEXT 특별상.
| 순위 | 코믹스 부문                                                  | Web 만화 부문                                        |
| ---- | ------------------------------------------------------------ | ---------------------------------------------------- |
| 1    | 약사의 혼잣말                                                | SPY×FAMILY                                           |
| 2    | 체인소 맨                                                    | 무라이의 사랑                                        |
| 3    | 카미쿠즈☆아이돌                                              | 장이야 코여                                          |
| 4    | 여성향 게임의 파멸 플래그밖에 없는 악역 영애로 환생해버렸다… | 여신강림                                             |
| 5    | 못난이에게 꽃다발을                                          | 내 마음의 위험한 녀석                                |
| 6    | 그 비스크 돌은 사랑을 한다                                   | 망각 배터리                                          |
| 7    | 유사 하렘                                                    | 새로운 상사는 귀여운 허당                            |
| 8    | 봇치 더 록!                                                  | 이세계 삼촌 ※                                        |
| 9    | 라이드 온 킹 ※                                               | 땀과 비누                                            |
| 10   | 자존감 없는 백귀 도마이너                                    | 보이는 여고생                                        |
| 11   | 아내, 초등학생이 되다.                                       | 절대 BL이 되는 세계 VS 절대 BL이 되고 싶지 않은 남자 |
| 12   | 좋아하는 애가 안경을 깜빡했다                                | 빙속성 남자와 쿨한 동료 여자                         |
| 13   | 그 사람의 위장에는 내가 부족해                               | 사귀어 줘도 될까                                     |
| 14   | 어쨌든 귀여워                                                | 양키 군과 흰지팡이 걸                                |
| 15   | 이 사랑은, 이단                                              | 보스 따님과 돌보미                                   |
| 16   | 천년호 ~간보 "수신기"에서~                                   | 쿨하고 바보 같은 남자                                |
| 17   | 위국일기                                                     | 홀쭉이와 뚱보                                        |
| 18   | 우리는 마법소년                                              | 무토와 사토                                          |
| 19   | 짓궂은 안죠 양                                               | 아~ 우~ 하는 소리밖에 못해                           |
| 20   | 종말의 발키리                                                | 유녀사장                                             |

### 제6회
양부문 출품작: 4768 타이틀. 투표수: 32만 9713표.
| 순위 | 코믹스 부문                                             | Web 만화 부문                                        |
| ---- | ------------------------------------------------------- | ---------------------------------------------------- |
| 1    | 언데드 언럭                                             | 내 마음의 위험한 녀석                                |
| 2    | 너를 너무너무너무너무 좋아하는 100명의 그녀             | 공주님 "고문"의 시간입니다                           |
| 3    | 그래도 아유무는 다가온다                                | 호무라 선생님은 아마 인기가 없다                     |
| 4    | 악역 영애 전생 아저씨                                   | 2.5차원의 유혹                                       |
| 5    | 서투른 선배                                             | 귀엽기만 한 게 아닌 시키모리 양                      |
| 6    | 어그래비티 보이즈                                       | 할아버지 할머니 회춘하다                             |
| 7    | 철야의 노래                                             | 지나가는 길에 원포인트 어드바이스를 하는 양아치      |
| 8    | 목소리를 못 내는 소녀는 "그녀가 너무 착하다"고 생각한다 | 나의 행복한 결혼                                     |
| 9    | 최근 고용한 메이드가 수상하다                           | 야마다 군과 Lv999의 사랑을 하다                      |
| 10   | 타다노 공고의 일상                                      | 여동생 친구가 무슨 생각을 하는지 모르겠다            |
| 11   | 마슐                                                    | 우리 회사의 작은 선배 이야기                         |
| 12   | 가까워지고 싶은 미야젠 양                               | 로맨틱 킬러                                          |
| 13   | 미타마 시큐리티                                         | 프린터니아 니폰                                      |
| 14   | 뻐꾸기 커플                                             | 순정전대 버지니아스                                  |
| 15   | 내 아내는 감정이 없다                                   | 야마토는 사랑의 낙원                                 |
| 16   | 모든 인류를 파괴한다. 그것들은 재생할 수 없다.          | 분위기를 '읽을' 수 있는 신입 사원과 붙임성 없는 선배 |
| 17   | 손끝과 연연                                             | 더블                                                 |
| 18   | 속삭이듯 사랑을 노래하다                                | 야무진 고양이는 오늘도 우울                          |
| 19   | 쿠보 양은 나를 내버려두지 않아                          | 이세계 미소녀 수육 아저씨와                          |
| 20   | 데드 마운트 데스 플레이                                 | 성별 모나리자인 너에게                               |

U-NEXT 특별상
코믹스 부문: 나츠메 아라타 결혼
Web 만화 부문: 파티피플 공명

### 제7회
양 부문의 총 참가: 3582 타이틀. 총 투표 수: 약 51만 표. 「※」는 U-NEXT 특별상. 「＊」는 Global 특별상.
| 순위 | 코믹스 부문                                    | Web 만화 부문                                                                                            |
| ---- | ---------------------------------------------- | --- |
| 1    | 【최애의 아이】                                | 괴수 8호                                                                                                 |
| 2    | 우마무스메 프리티 더비                         | 단다단                                                                                                   |
| 3    | 장송의 프리렌                                  | 선배는 남자아이                                                                                          |
| 4    | 여학교의 별                                    | 야마다 군과 Lv999의 사랑을 하다                                                                          |
| 5    | 샹그릴라 프론티어 ~망겜 헌터, 갓겜에 도전하다~ | 비밀알바: 도망금지                                                                                       |
| 6    | 도망을 잘 치는 도련님                          | 초인플레이션                                                                                             |
| 7    | 쿠보 양은 나를 내버려두지 않아                 | 구박하지 않는 계모와 새언니                                                                              |
| 8    | 푸른 상자 *                                    | 환생했는데 제7왕자라 내맘대로 마술을 연마합니다                                                          |
| 9    | 사카모토 데이즈 ※                              | 게이밍 아가씨                                                                                            |
| 10   | 지. -지구의 운동에 대하여-                     | 닌자와 야쿠자                                                                                            |
| 11   | 소년의 어비스                                  | 카와지리 코다마의 헛된 생활                                                                              |
| 12   | 위치 워치                                      | 만들고 싶은 여자와 먹고 싶은 여자                                                                        |
| 13   | 나와 로보코                                    | 뒤에 있는 카무이 씨                                                                                      |
| 14   | 아름다운 초저녁달                              | 카모노하시 론의 금단추리                                                                                 |
| 15   | 파괴신 마그                                    | 미팅에 나갔는데 여자가 없었던 이야기                                                                     |
| 16   | 메달리스트                                     | 여자력 높은 시시하라 군                                                                                  |
| 17   | 내 최애는 악역 영애.                           | 아라가네의 아이                                                                                          |
| 18   | 총리구락부                                     | 전생 귀족, 감정 스킬로 성공한다 ~약소 영지를 이어받아서, 우수한 인재를 늘리다보니, 최강 영지가 되었다~ ※ |
| 19   | 두 사람의 이스케이프                           | 얼음 성벽                                                                                                |
| 20   | 호박의 꿈에서 취해봅시다                       | WIND BREAKER                                                                                             |

UGC 특별상
마법사 린의 행복한 결혼 (Web 만화 부문)

### 제8회
양 부문의 총 참가: 4787 타이틀. 총 투표 수: 약 46만 표. 「※」는 U-NEXT 특별상. 「＊」는 Global 특별상.
| 순위 | 코믹스 부문                              | Web 만화 부문                                                                 |
| ---- | ---------------------------------------- | ----------------------------------------------------------------------------- |
| 1    | 메달리스트                               | 슈퍼 뒤에서 담배 피우는 두 사람                                               |
| 2    | 위치 워치                                | 정반대의 너와 나                                                              |
| 3    | 아카네 이야기                            | 주식회사 마지루미에                                                           |
| 4    | 비와 너와                                | 푸니르는 귀여운 슬라임                                                        |
| 5    | PPPPPP                                   | 라멘 아카네코                                                                 |
| 6    | 내 아내는 감정이 없다                    | 향기로운 꽃은 늠름하게 핀다                                                   |
| 7    | 못 미더운 악녀입니다만 ~추궁접서 교체전~ | 미팅에 나갔는데 여자가 없었던 이야기                                          |
| 8    | 내 최애는 악역 영애.                     | 메리지 톡신                                                                   |
| 9    | 고교생 가족                              | 엑소시스트를 타락시킬 수 없어                                                 |
| 10   | 시로야마와 미타 씨                       | 고다이 고다이고                                                               |
| 11   | 타몬 군 지금 어느 쪽?!                   | 히카루가 죽은 여름 *                                                          |
| 12   | 홀로서기 마왕성                          | 가짜 연금술사                                                                 |
| 13   | GACHIAKUTA *                             | 만들고 싶은 여자와 먹고 싶은 여자                                             |
| 14   | 대다크                                   | 레이와의 다라 씨                                                              |
| 15   | 미카도노 세 자매는 의외로 쉽다           | 데비 더 코르시파는 지기 싫어해                                                |
| 16   | 이거 그리고 죽어                         | 안텐님의 뱃속                                                                 |
| 17   | 호박의 꿈에서 취해봅시다                 | 일본삼국                                                                      |
| 18   | 쿠지마 울면 집 호로로 ※                  | 이검전기 베른디오                                                             |
| 19   | 두 사람의 이스케이프                     | 서먹서먹 식당                                                                 |
| 20   | 블랙 채널                                | 악역 영애 안의 사람 ~단죄당한 전생자를 위해 거짓말쟁이 히로인에게 복수합니다~ |
|      |                                          | 이세계 고마워 ※                                                               |

### 제9회
양 부문의 총 참가: 5170 타이틀. 총 투표 수: 약 44만 표. 「※」는 U-NEXT 특별상. 「＊」는 Global 특별상.
| 순위 | 코믹스 부문                                 | Web 만화 부문                                                                                      |
| ---- | ------------------------------------------- | -------------------------------------------------------------------------------------------------- |
| 1    | 학생회에도 구멍은 있다!                     | 신경 쓰였던 사람이 남자가 아니었다                                                                 |
| 2    | 황천의 츠가이                               | 고양이로 전생한 아저씨                                                                             |
| 3    | 이치노세가의 대죄                           | 유치원 WARS                                                                                        |
| 4    | 암호학원의 이로하                           | 사정있는 심령맨션                                                                                  |
| 5    | 홀로서기 마왕성                             | 너구리가 되지 않을래?                                                                              |
| 6    | 타몬 군 지금 어느 쪽?!                      | 고문 알바 군의 일상                                                                                |
| 7    | 다이아몬드의 공죄                           | 방과 후 비밀 클럽                                                                                  |
| 8    | 미카도노 세 자매는 의외로 쉽다              | 애프터 갓                                                                                          |
| 9    | 극락가                                      | 악역 영애 안의 사람 ~단죄당한 전생자를 위해 거짓말쟁이 히로인에게 복수합니다~                      |
| 10   | 거기서 일하는 무스부 씨                     | 반왕※                                                                                              |
| 11   | 블레스                                      | 서먹서먹 식당                                                                                      |
| 12   | 야니네코                                    | 사랑해 게임을 끝내고 싶어                                                                          |
| 13   | 용과 카멜레온※                              | 촌구석의 아저씨, 검성이 되다 ~그냥 시골 검술사범이었는데, 대성한 제자들이 나를 내버려주지 않는 건~ |
| 14   | 전생 왕녀와 천재 영애의 마법 혁명           | 레이와의 다라 씨                                                                                   |
| 15   | 봄의 폭풍과 몬스터                          | 이 쓰레기를 뭐라 부르지                                                                            |
| 16   | 달 뜨는 마을의 사람들                       | 니지산지                                                                                           |
| 17   | 카난 님은 초보 악마                         | 이세계 사무라이                                                                                    |
| 18   | 평화의 나라의 시마자키에                    | 지뢰인가요? 치하라 양                                                                              |
| 19   | 라스트 카르테 -법수의학자 도마 겐쇼의 기억- | 백합에 끼어드는 남자는 죽으면 돼!?                                                                 |
| 20   | 다이노산                                    | 밟고, 차고, 사랑하고＊                                                                             |
|      | 너와 잇는 물거품＊                          | |